# 죽어야 사는 여자
《죽어야 사는 여자》(영어: Death Becomes Her)는 1992년 미국의 풍자 초현실주의 블랙 코미디 판타지 영화이다. 로버트 저메키스 감독의 작품이며, 골디 혼, 메릴 스트리프, 브루스 윌리스, 이사벨라 로셀리니 등이 출연했다. 한 남자를 사이에 둔 두 여자가 영원한 젊음을 얻게 되며 벌어지는 소동을 다룬다. 이 영화는 젊음에 대한 집착과 그로 인한 부작용을 그려낸다.

## 줄거리
한때 잘나가던 여배우 매들린은 자신의 오랜 친구이자 경쟁자인 헬렌의 약혼자였던 성형외과 의사 어니스트를 빼앗아 결혼한다. 그로부터 14년 후 매들린은 나이 들어가는 외모에 절망하고, 어니스트는 술독에 빠져 재건 장의사로 전락한다. 그러던 중 헬렌이 젊고 아름다운 모습으로 나타나자 매들린은 질투심에 사로잡힌다. 매들린은 젊음을 되찾기 위해 신비로운 여인 리슬에게서 영원한 젊음을 주는 묘약을 얻어 마신다. 한편 헬렌 역시 묘약을 마신 사실이 드러나고, 두 여자는 어니스트를 사이에 두고 격렬하게 싸우지만 결국 서로에게 의지하게 된다.
어니스트는 두 여자의 불멸을 위한 관리자가 될 것을 강요받지만 그들의 이기심에 환멸을 느껴 도망친다. 37년 후 어니스트의 장례식에 참석한 매들린과 헬렌은 끔찍하게 망가진 몰골로 서로를 조롱한다. 결국 계단에서 굴러 떨어져 몸이 부서지지만 그들은 여전히 영원히 살아가야 하는 운명에 처하게 된다.

## 출연진
- 메릴 스트리프 - 매들린 애슈턴 역
- 골디 혼 - 헬렌 샤프 역
- 브루스 윌리스 - 어니스트 멘빌 의사 역
- 이사벨라 로셀리니 - 리슬 본루먼 역
- 이언 오길비 - 셔갈 역
- 애덤 스토크 - 다코타 윌리엄스 역
- 얼레이나 리드 홀 - 심리학자 역
- 미셸 존슨 - 애나 존스 역
- 메리 엘런 트레이너 - 비비언 애덤스 역
- 수전 켈러먼 - 응급실 의사 역
- 윌리엄 프랭크파더 - 로이 프랭클린 씨 역
- 존 잉글 - 찬미자 역
- 데브라 조 럽 - 환자 역
- 파비오 - 리슬의 경호원 역
- 시드니 폴랙 - 응급실 의사 역 (크레디트 미기재)

## 기타 제작진
- 공동 제작: 조앤 브래드쇼
- 배역: 캐런 리아
- 미술: 릭 카터
- 세트: 재키 카
- 의상: 조애나 존스톤
- 분장: 딕 스미스
- 특수 효과: 앨릭 길리스, 켄 랠스턴, 톰 우드러프 주니어

## 우리말 녹음
MBC 성우진 (1997년 3월 8일)
- 황일청 - 멘빌 의사 (브루스 윌리스)
- 최성우 - 매들린 (메릴 스트리프)
- 성병숙 - 헬렌 (골디 혼)
- 김현직
- 안정현
- 전국근
- 김윤정
- 최상기
- 곽대홍
- 김강산
- 김동현
- 이승환
- 조예신
- 유은숙
- 전수빈
- 엄현정
- 정남